# Peter Wilhelm Lund

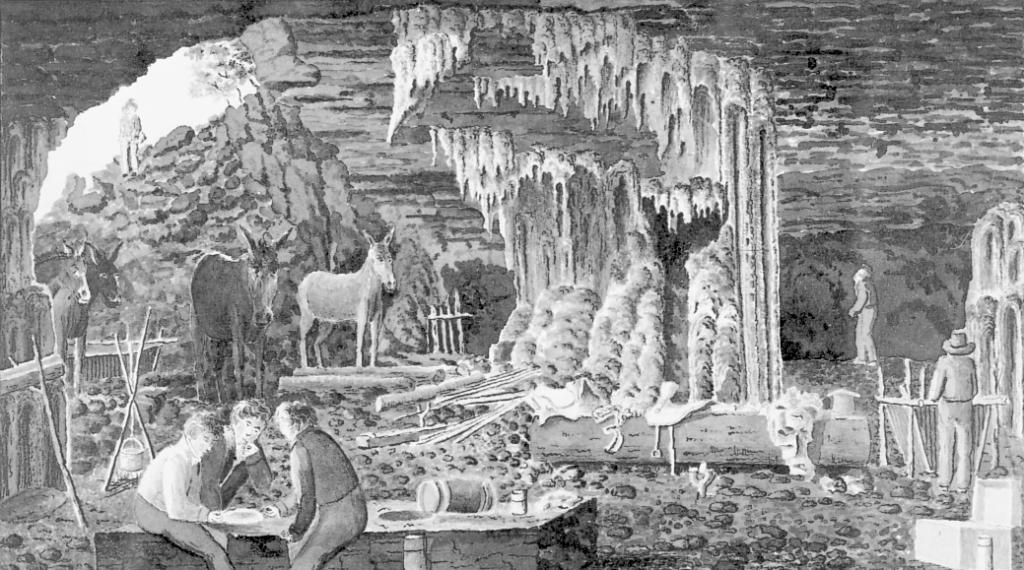
P.W. Lund podczas pracy w Lappa do Mosquito w pobliżu Lagoa Santa przedstawiony na ilustracji Petera Andreasa Brandta

Peter Wilhelm Lund (ur. 14 czerwca 1801 r. w Kopenhadze, zm. 25 maja 1880 r.) – duński przyrodnik, paleontolog i botanik, ojciec brazylijskiej paleontologii.

## Życiorys
Peter Wilhelm Lund urodził się 14 czerwca 1801 r. w Kopenhadze, w zamożnej rodzinie kupców handlujących tkaninami. Po śmierci ojca w 1820 r. odziedziczył wraz z dwójką braci spory majątek, którym zarządzali właśnie jego bracia. Dzięki temu majątkowi Lund pozostawał ekonomicznie niezależny przez całe życie. W 1818 r. podjął studia na uniwersytecie w Kopenhadze w zakresie medycyny, ale większość czasu spędzał w muzeum historii naturalnej i w ogrodach botanicznych. Studia ukończył w wieku 23 lat na podstawie pracy, za którą uzyskał uniwersytecki złoty medal. Na pracę tę składały się dwie publikacje. Jedna z nich, poświęcona wiwisekcji, była szeroko rozpowszechniona w Europie jako podręcznik uniwersytecki.
Krótko po ukończeniu studiów Lund wyjechał do Brazylii, gdy otrzymał grant na stworzenie kolekcji dla muzeum historii naturalnej. Nie jest jasne, dlaczego jako kierunek wyjazdu Lund wybrał Brazylię, ale mogło mieć to związek z niedawną deklaracją niepodległości tego kraju. Większość swojego pierwszego pobytu spędził w Rio de Janeiro. Oprócz zbierania eksponatów do kolekcji muzealnej, Lund poczynił istotne badania nad tanagrowatymi, mięczakami, sępami i mrówkami. Do Europy powrócił w 1828 r., po czym rozpoczął podróż po Europie, odwiedzając muzea i nawiązując kontakty z naukowcami. Dodatkowo pobyt na Sycylii poświęcił na badania botaniczne i nad biologią morską. Zimę 1830/1831 spędził w Paryżu, uczęszczając na wykłady Georges’a Cuviera na temat anatomii porównawczej. Poznał także Alexandra von Humboldta, Henri Milne-Edwardsa i Jeana Victoire′a Audouina.
Pod koniec 1832 r. ponownie wyjechał do Brazylii, docierając do Rio de Janeiro na początku 1833 r. Tam zorganizował ekspedycję w głąb lądu, w której wziął udział m.in. Ludwig Riedel. Wyprawa skierowała się do São Paulo, spędzając porę deszczową w Campinas, a potem ruszyła na północ, z zamiarem przekroczenia prowincji Goiás. Ostatecznie z powodu trudności, wyprawa skróciła trasę. Efektem tej ekspedycji była publikacja, w której Lund rozważał wpływ pożarów na wegetację brazylijskiej sawanny. Wnioski z tej pracy wykorzystał w późniejszej publikacji, w której zajął się wymarciem południowoamerykańskiej megafauny. Gdy Lund dowiedział się, że w Curvelo w północnej części prowincji Minas Gerais Peter Clausen wykopuje i sprzedaje kości uważane przez miejscową ludność za szczątki olbrzymów, natychmiast udał się w ten region. Na miejscu poznał m.in. Norwega Petera Andreasa Brandta, który przez następne 30 lat pełnił funkcję jego asystenta i ilustratora.
W październiku obaj udali się do Lagoa Santa, gdzie zamierzali przeczekać niesprzyjające warunki pogodowe, ale Lund zdecydował się kupić tam dom i spędził w nim kolejne 43 lata życia. W ciągu pierwszych 10 lat w Lagoa Santa, Lund przebadał wielką liczbę jaskiń. Już w 1836 r. udał się do kompleksów jaskiń w Fazenda do Mocambo, Cerca Grande i Sete Lagoas. W kolejnym roku Lund udał się ponownie do Fazenda do Mocambo i do Lapa do Baú. W 1839 r. rozpoczął eksplorację Sumidouro, po czym wrócił dokończyć prace w Cerca Grande. W 1840 r. po raz pierwszy odkrył skamieniałe szczątki ludzkie – miało to miejsce w Lapa do Sumidouro.
W 1841 r. Lund skoncentrował się na pracach w Baú i Sumidouro, a rok później w Baú i Escrivânia, jednak te ostatnie badania zostały przerwane z powodu lokalnych zamieszek. Najbardziej produktywny był rok 1843, w którym Lund odbył sześć wypraw, równocześnie eksplorując różne jaskinie. Jego największym projektem było oczyszczenie jaskini Sumidouro, co umożliwiło zbadanie jej geologii i odkrycie znajdujących się w niej szczątków ludzkich i zwierzęcych. Podczas ostatniego roku wykopalisk (1844 r.), Lund poświęcił się dokończeniu badań w Lapa da Escrivânia V i datowaniu tamtejszych znalezisk – które, jak szacował, należały do 56 gatunków. Na podstawie obserwacji zamieszkujących jaskinie sów i ich zwyczajów w zakresie żerowania połączonych z ilością znalezionych szczątków drobnych zwierząt obliczył także wiek tych znalezisk na ok. 5000 lat.
W czasie 10 lat wykopalisk Lund zebrał także ponad 1000 kostnych brekcji, tysiące skamieniałych bądź świeżych kości zwierzęcych lub ludzkich. Podczas tych badań przebadał łącznie ponad 100 jaskiń, w których odnalazł szczątki 120 gatunków wymarłych i 94 żyjących. Odkrywane przez niego wymarłe gatunki to m.in. szczerbaki, torbacze, litopterny, meridiungulaty, notoungulaty, pancerniki, mastodonty i Smilodon, a także nadal żyjący pakożer. Ponadto wysunął hipotezę, że wymarłe gatunki koegzystowały z człowiekiem. Jego badania miały duży wpływ na późniejsze badania Charlesa Darwina.
W 1844 r. Lund zakończył wykopaliska, rok później wysłał zebraną kolekcję do uniwersyteckiego muzeum w Kopenhadze, a sam poświęcił się botanice. W 1863 r. powrócił do Lagoa Santa wraz z Eugenem Warmingiem, w celu badania lokalnej roślinności. Bogata kolekcja będąca wynikiem tych badań, została również wysłana do muzeum w Kopenhadze. Następnie Lund zajął się badaniami ekologicznymi, które również prowadził w Brazylii.
Efekty swoich badań Lund publikował w czasopiśmie Duńskiego Towarzystwa Naukowego, a były one także tłumaczone na angielski i francuski. Pod koniec XIX w. jego cztery pamiętniki przetłumaczono zaś na portugalski. Miał także znaczny wpływ na życie kulturalne miasta Lagoa Santa, gdzie spędził wiele lat, m.in. uczył tam muzyki i założył w 1842 r. pierwszy tamtejszy zespół muzyczny.
Zmarł 25 maja 1880 r.